# Ruinas
Ruinas (sardinski: Arruìnas) je grad i općina (comune) u pokrajini Oristanu u regiji Sardiniji, Italija. Nalazi se na nadmorskoj visini od 359 metara i ima 667 stanovnika.
 Prostire se na 30,46 km². Gustoća naseljenosti je 22 st/km².
Susjedne općine su: Allai, Asuni, Mogorella, Samugheo, Siamanna, Villa Sant'Antonio i Villaurbana.